# Rohan Browning
Rohan Browning, född 31 december 1997, är en australisk friidrottare. Han deltog vid olympiska sommarspelen 2020.